# Bodziaczów (obwód wołyński)
Bodziaczów (ukr. Бодячів, Bodiacziw) – wieś na Ukrainie w rejonie łuckim obwodu wołyńskiego.

## Historia
Pod koniec XIX wieku wieś w gminie Trościaniec, w powiecie łuckim.
Do 2020 w rejonie kiwereckim. 